# آمبروجو لورنزتی
آمبروجو لورنزتی (ایتالیایی: Ambrogio Lorenzetti; در حدود ۱۲۸۵/۱۲۹۰ – ۹ ژوئن ۱۳۴۸) نقاش اهل ایتالیا بود.
وی که برادر پیترو لورنزتی نقاش ایتالیایی است آثارش تأثیر هنر بیزانسی، هنر کلاسیک و هنر گوتیک بوده‌است.

## نگارخانه

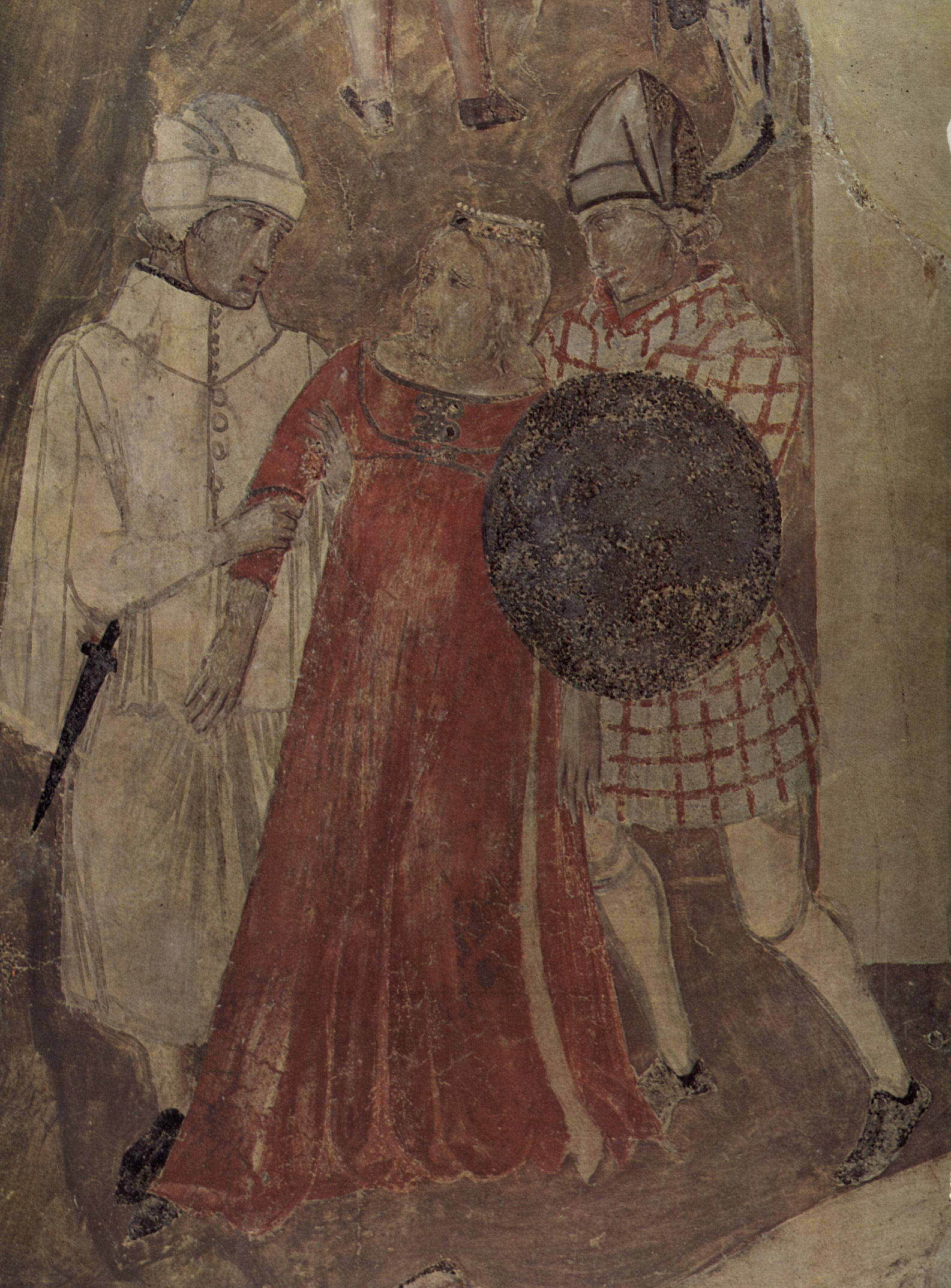
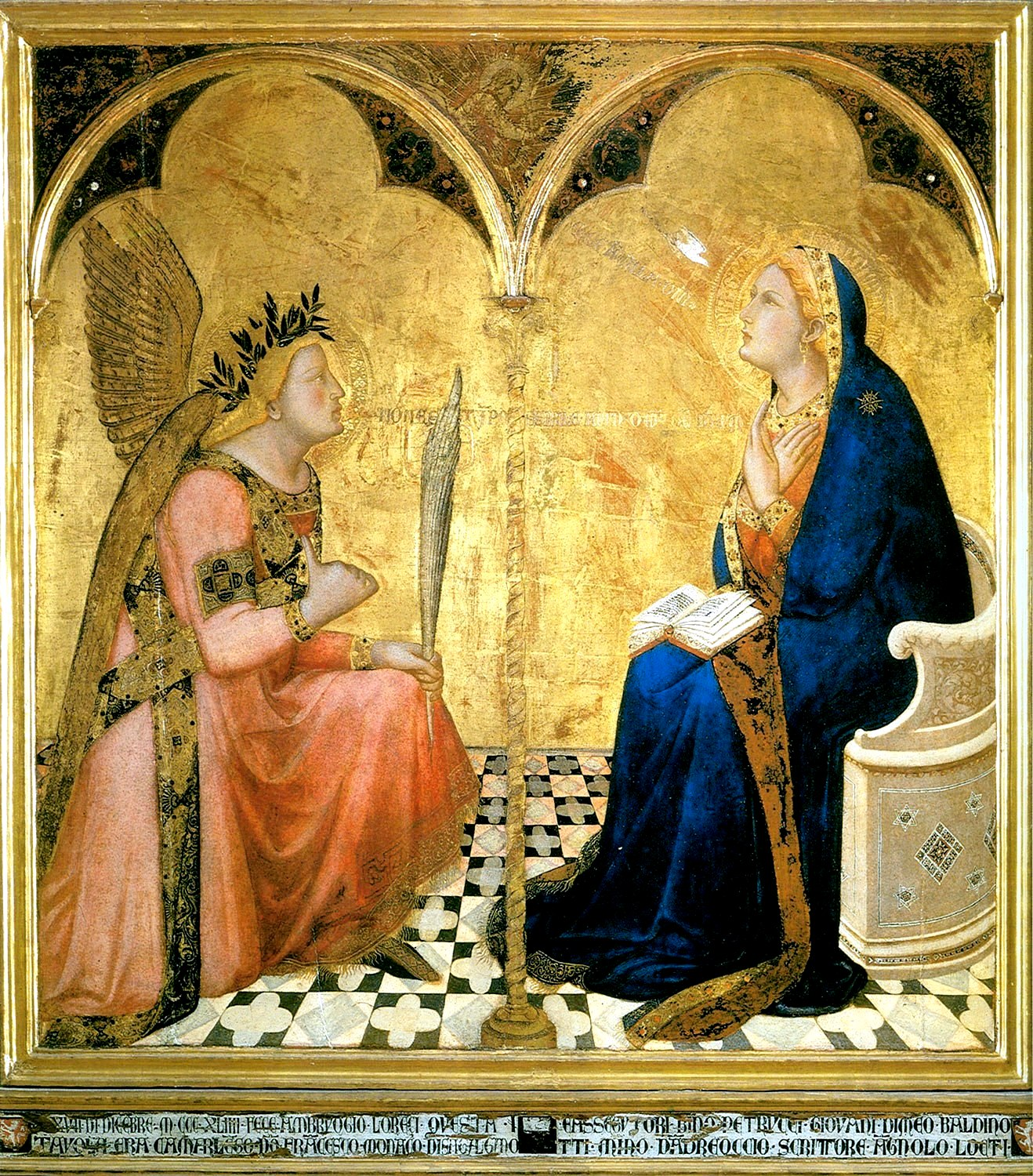
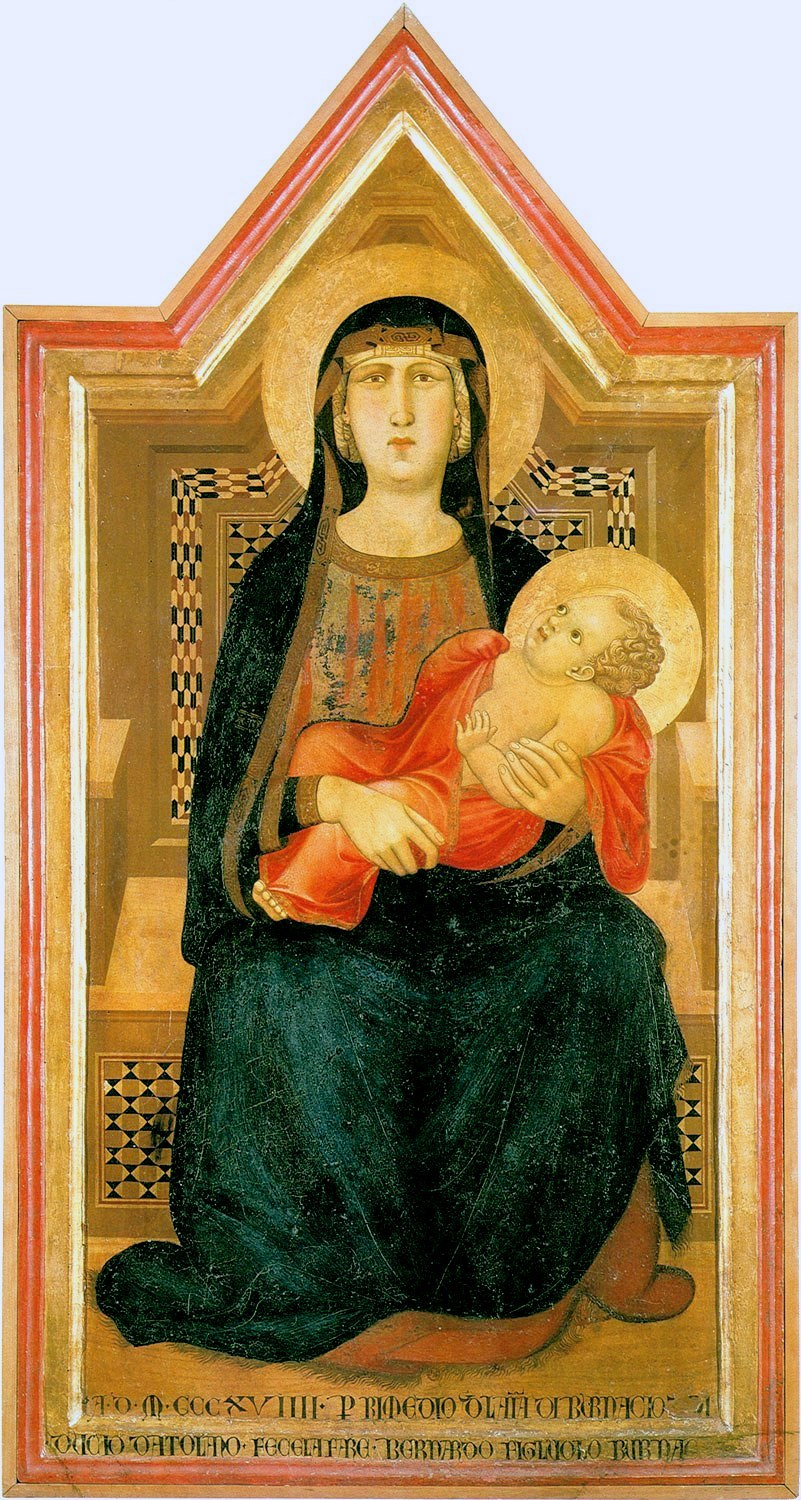
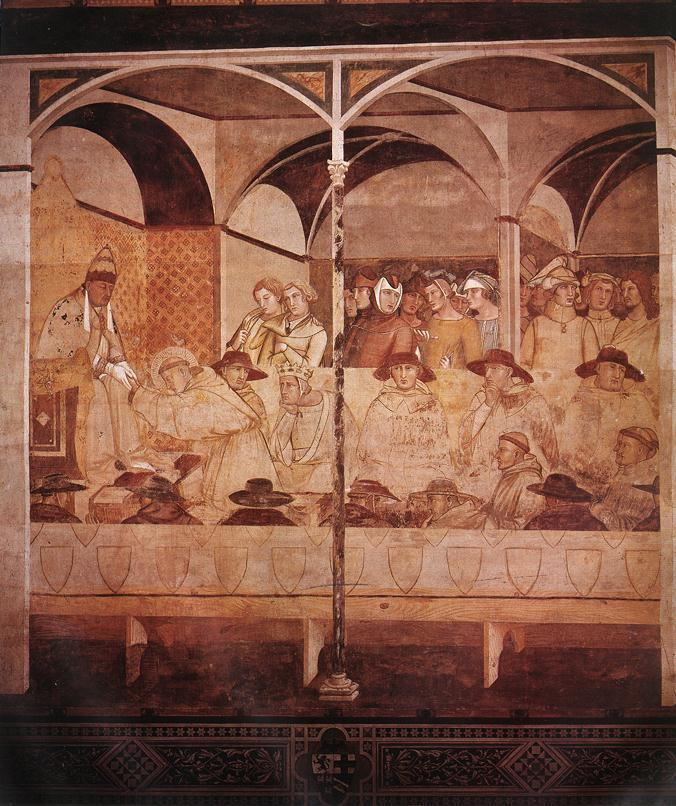
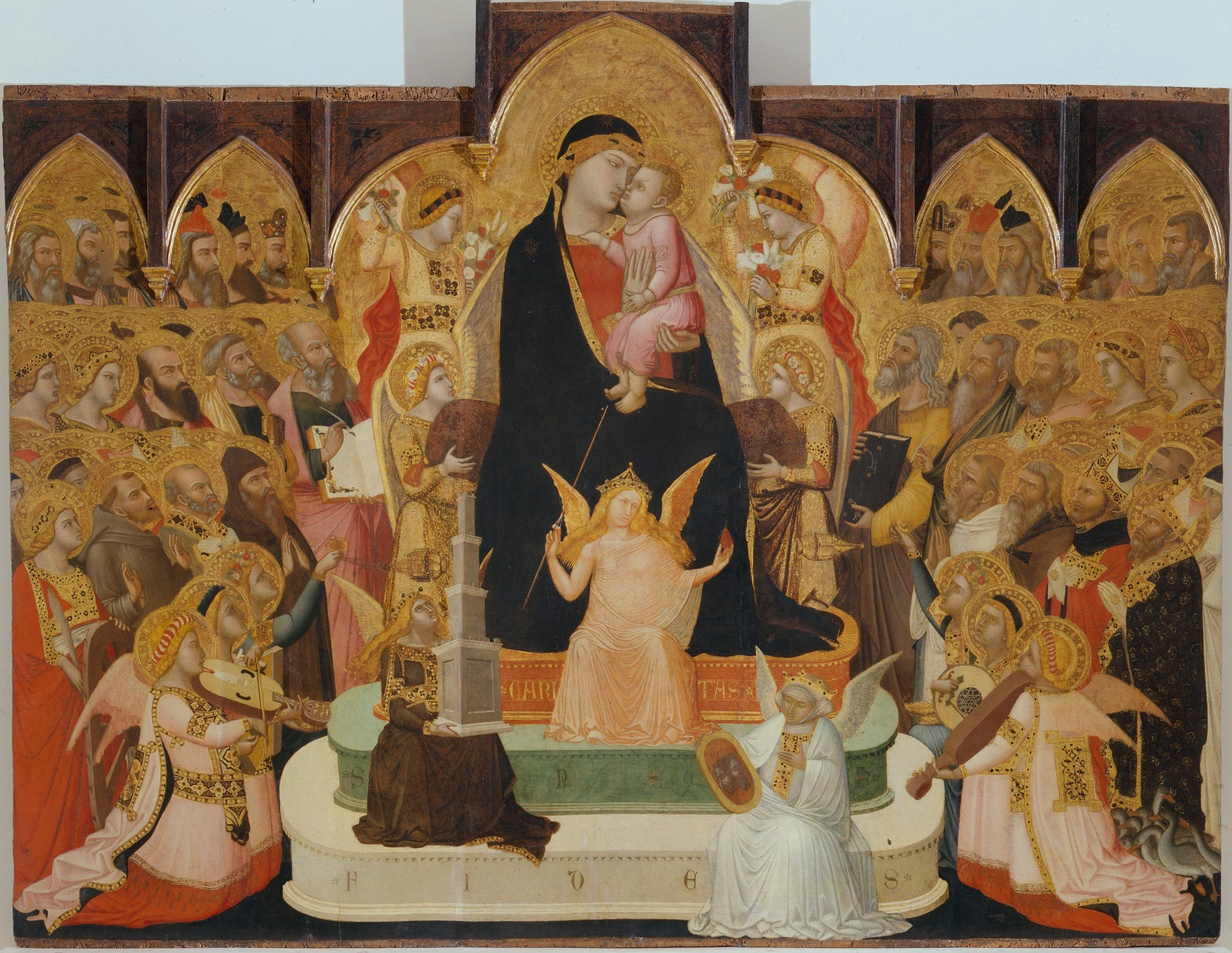